# Nho Lý
Nho Lý ni sư kim (?-57, trị vì 24-57) là quốc vương thứ ba của Tân La, một trong Tam Quốc Triều Tiên. Ông là con trai của Nam Giải thứ thứ hùng và cháu của Hách Cư Thế, người sang lập nên vương quốc, ông mang họ Phác (Park/Bak).
Xưng hiệu của ông là Ni sư kim (Isageum, cũng chép là Ijilgeum hay Chijilgeum). Tước hiệu này đã thay đổi từ Cư tây can (Geoseogan tước hiệu của Hách Cư Thế) và Thứ thứ hùng (Chachaung, tước hiệu của Nam Giải). Từ tiếng Tân La khi đó thực ra là Itgeum, trong khi Imgeum là từ tiếng Triều Tiện đại có nghĩa là "vương".

## Bối cảnh
Nho Lý là con trai của người trị vì Tân La đời thứ hai là, Nam Giải, và Vân Đế phu nhân (Unje). Chưa rõ Nam Giải có bao nhiêu anh chị em, chỉ biết rằng ông có một người chị em gái (hay con gái). Người chị em gái (con gái) này đã kết hôn với một người đàn ông không phải người Tân La tên là Thoát Giải, có nguồn gốc từ một quốc đảo xa xôi tên là Đa Bà Na Quốc. Thoát Giải trở thành một triều thần có tước hiệu rất cao và Nam Giải dường như mong người này kế vị thay vì con trai của ông. Điều này được tiết lộ và lúc lâm chung của Nam Giải, song Thoát Giải nhấn mạnh rằng việc vương tử lên ngôi sẽ là đúng đạo lý và cho phép Nho Lý trở thành người cai trị tiếp theo của Tân La.

## Trị vì
Theo Tam quốc sử ký (Samguk Sagi), tư liệu chính của các sự kiện trong thời kỳ này, Nho Lý đã tập trung hóa quyền lực đối với tầng lớp quý tộc bằng cách chuyển 6 thị tộc thành 6 đơn vị hành chính chính thức của Tân La. Ông được thuật lại là đã đặt trao họ cho mỗi thị tộc: Lý (Yi), Thôi (Choe)), Tôn (Son), Trịnh/Đinh/Trình (Jeong), Bùi (Bae), và Tiết (Seol). Ông cũng thuật lại là đã ban hành 17 hàm quan vị. Tuy nhiên, các sử gia hiện đại nghi ngờ rằng như vậy là quá sớm so với thời kỳ phát triển ban đầu của Tân La.
Tân La bị quân Lạc Lãng quận và các bộ tộc khác tấn công, song đã giảng hòa với Mạch Quốc (Maekguk, có thể là Đông Uế, tại Chuncheon ngày nay). Tam quốc sử ký thuật rằng Tân La đã chinh phục Y Tây Quốc (Iseoguk, nay thuộc Cheongdo), song điều này dường như là một nhầm lẫn và sự kiện có lẽ diễn ra vào thời Nho Lễ.
Dưới thời Nho Lý trị vì, người dân Tân La tổ chức một lễ hội vào ngày 15 tháng 8 âm lịch, tại đây hai đội phụ nữ sẽ tranh đua trong một cuộc thi. Đội thua trong trận thi đấu sẽ phải chuẩn bị món songpyeon (tùng phiến), bánh gạo, thịt, trái cây và các thực phẩm khác và được chia sẻ cho tất mọi người trong một bữa tiệc. Điều này được cho là nguồn gốc của ngày lễ Chuseok vào dịp Trung thu trong văn hóa Triều Tiên hiện đại.
Ngoài ra trong thời kỳ trị vì của Nho Lý, liên minh Già Da (Gaya) đã nổi lên với vị thế là một thế lực quân sự trong khu vực. Tân La vốn đã sẵn có mối kình địch với Bách Tế, song Già Da ở giữa được coi là mối đe dọa trực tiếp.

## Kế vị
Nho Lý ni sư kim có hai con trai, song lời trăn trối của ông về người kế vị là người em rể (hoặc chú rể) Tích Thoát Giới. Nho Lý ni sư kim mất năm 57 sau 34 năm trị vì.